# Yonemoto Takuji
Yonemoto Takuji (米本 拓司 Yonemoto Takuji, sinh ngày 3 tháng 12 năm 1990 ở Itami, Hyōgo) là một cầu thủ bóng đá người Nhật Bản hiện tại thi đấu cho F.C. Tokyo.

## Sự nghiệp quốc tế
Anh ra mắt quốc tế cho Nhật Bản ngày 6 tháng 1 năm 2010 trong trận đấu vòng loại ở Cúp bóng đá châu Á 2011 trước Yemen.
Ngày 7 tháng 5 năm 2015, huấn luyện viên Nhật Bản Vahid Halilhodžić triệu tập anh vào trại huấn luyện hai ngày. Ngày 23 tháng 7 năm 2015, he was called again for the upcoming Cúp bóng đá Đông Á 2015.

## Thống kê sự nghiệp

### Câu lạc bộ
Cập nhật đến ngày 20 tháng 2 năm 2018.
| Câu lạc bộ    | Mùa giải | Giải vô địch | Giải vô địch | Cúp Hoàng đế Nhật Bản | Cúp Hoàng đế Nhật Bản | J. League Cup | J. League Cup | AFC     | AFC       | Tổng    | Tổng      |
| Câu lạc bộ    | Mùa giải | Số trận      | Bàn thắng    | Số trận               | Bàn thắng             | Số trận       | Bàn thắng     | Số trận | Bàn thắng | Số trận | Bàn thắng |
| ------------- | -------- | ------------ | ------------ | --------------------- | --------------------- | ------------- | ------------- | ------- | --------- | ------- | --------- |
| FC Tokyo      | 2009     | 28           | 1            | 3                     | 0                     | 8             | 3             | -       | -         | 39      | 4         |
| FC Tokyo      | 2010     | 7            | 0            | 2                     | 0                     | 0             | 0             | -       | -         | 9       | 0         |
| FC Tokyo      | 2011     | 1            | 0            | 0                     | 0                     | -             | -             | -       | -         | 1       | 0         |
| FC Tokyo      | 2012     | 27           | 0            | 1                     | 0                     | 4             | 0             | 5       | 0         | 37      | 0         |
| FC Tokyo      | 2013     | 33           | 1            | 5                     | 0                     | 4             | 0             | -       | -         | 42      | 1         |
| FC Tokyo      | 2014     | 33           | 2            | 3                     | 0                     | 6             | 0             | -       | -         | 42      | 2         |
| FC Tokyo      | 2015     | 31           | 1            | 2                     | 0                     | 5             | 0             | -       | -         | 38      | 1         |
| FC Tokyo      | 2016     | 21           | 0            | 0                     | 0                     | 0             | 0             | 8       | 1         | 29      | 1         |
| FC Tokyo      | 2017     | 11           | 0            | 1                     | 0                     | 7             | 0             | –       | –         | 19      | 0         |
| U-23 FC Tokyo | 2017     | 10           | 0            | –                     | –                     | –             | –             | –       | –         | 10      | 0         |
| Tổng          | Tổng     | 202          | 5            | 17                    | 0                     | 34            | 3             | 13      | 1         | 266     | 9         |

## Thống kê sự nghiệp quốc tế
| Đội tuyển quốc gia Nhật Bản | Đội tuyển quốc gia Nhật Bản | Đội tuyển quốc gia Nhật Bản |
| Năm                         | Số trận                     | Bàn thắng                   |
| --------------------------- | --------------------------- | --------------------------- |
| 2010                        | 1                           | 0                           |
| Tổng                        | 1                           | 0                           |

## Danh hiệu
F.C. Tokyo
- J2 League: 2011
- J. League Cup: 2009

Cá nhân
- J.League Cup MVP: 2009
- J. League Cup New Hero Award: 2009